# Léon Marchand
Léon Marchand (phát âm [leɔ̃ maʁʃɑ̃] ⓘ; sinh 17 tháng 5 năm 2002) là một vận động viên bơi lội người Pháp. Anh đang giữ kỷ lục thế giới và kỷ lục Olympic ở nội dung 400 mét hỗn hợp cá nhân, kỷ lục Olympic các nội dung 200 mét bướm, 200 mét ếch và 200 mét hỗn hợp cá nhân, kỷ lục quốc gia ở các nội dung đề cập trên.
Tại Thế vận hội Mùa hè 2024, anh vô địch 200 mét hỗn hợp, 200 mét ếch, 200 mét bướm và 400 mét hỗn hợp, trở thành vận động viên bơi thứ tư trong lịch sử Thế vận hội giành được bốn huy chương vàng cá nhân tại một kỳ đại hội.